# Yeşilköy

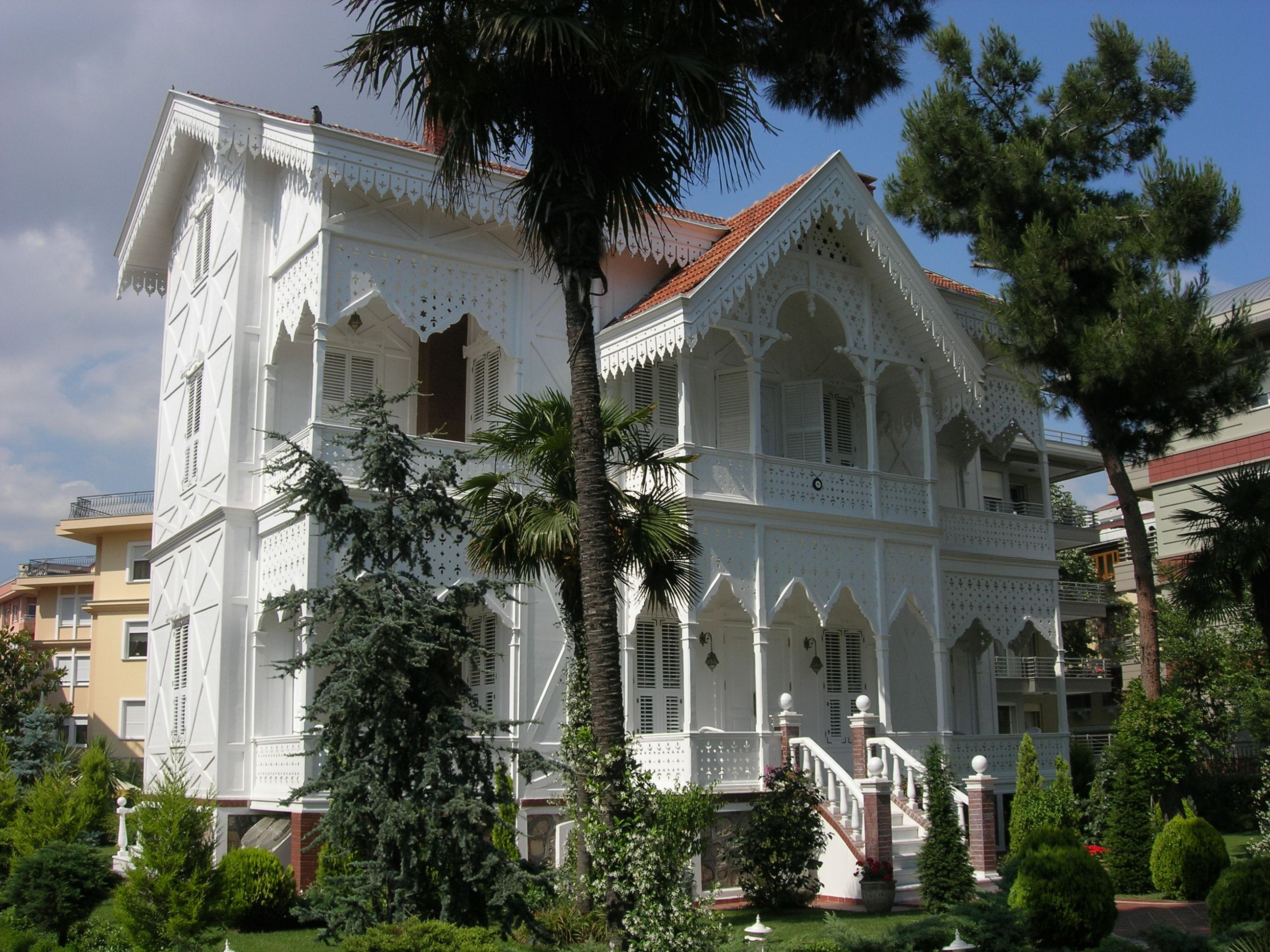
Casa on es va signar el Tractat de San Stefano, de la família Simeonoglou

Yeşilköy (AFI [jeˈʃilcøj]), abans coneguda com a San Stefano o Santo Stefano (grec: Άγιος Στέφανος, Ayos Stefanos; turc otomà: Ayastefanos; búlgar: Сан Стефано) és un barri del districte de Bakırköy a Istanbul, Turquia. Està situat al llarg del Mar de Màrmara, aproximadament 11 quilòmetres cap a l'oest del centre històric d'Istanbul.

## Història
El seu nom antic dedicat a Sant Esteve (San Stefano) deriva d'una llegenda: en temps romans d'Orient, el vaixell que transportava els ossos del sant des de Constantinoble fins a Roma fou forçat a aturar-se aquí a causa d'una tempesta. Els ossos es van depositar a una església fins que el mar es va calmar, i això donava el nom a l'església i al lloc.

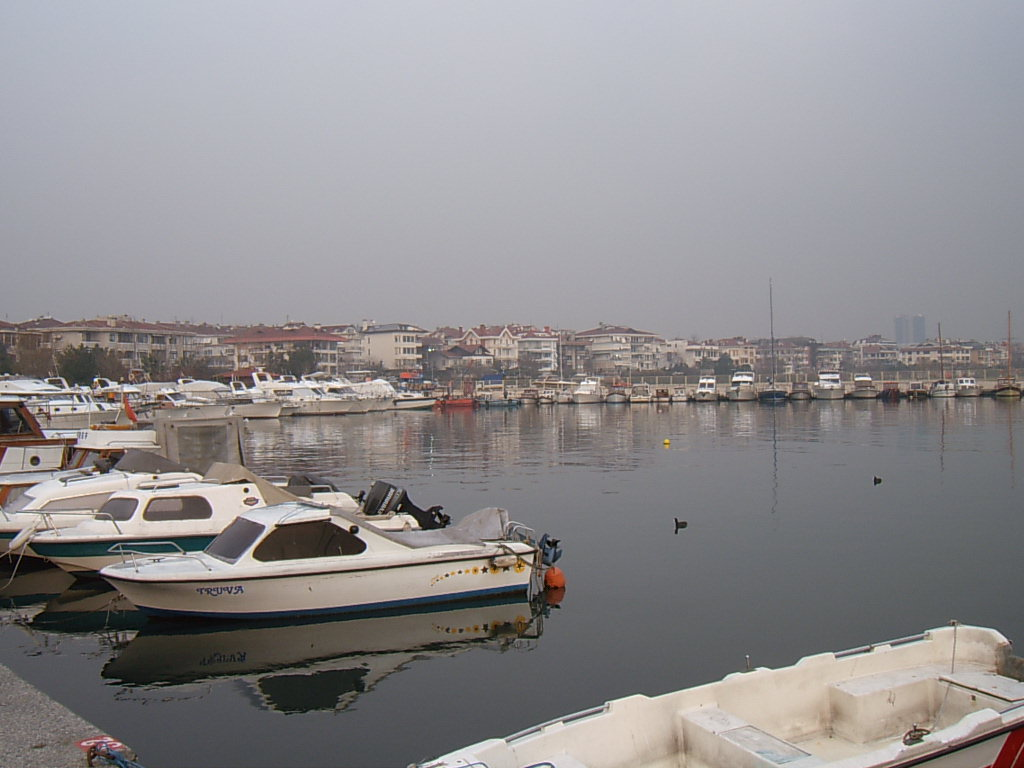
La Marina de Yeşilköy

El 1203, la platja d'Agios Stefanos fou el lloc de desembarcament de l'exèrcit llatí de la Quarta Croada, que Conqueriria Constantinople el següent any.
Al segle xix, el poble sencer era sota control de la poderosa família armènia Dadyan, que el tenia com a regal del soldà després que es neguessin a emigrar a l'estranger.
Durant la Guerra de Crimea, les forces franceses es col·locaren aquí, i van construir un dels tres fars històrics d'Istanbul encara en ús. Yeşilköy és també on s'aturaren les forces russes al final de la guerra de 1877-1878 i el lloc on es va signar el Tractat de San Stefano entre Imperi Otomà i l'Rus. El 1909, la decisió d'enviar a Abdul Hamid II a l'exili a Tessalònica fou adoptada pels membres del Comitè Unió i Progrés reunits a Yeşilköy.
El 1912, durant les Guerres Balcàniques, milers de soldats que van caure malalts a causa del còlera foren portats aquí, i uns 3.000 d'ells van morir i són enterrats prop de l'estació de tren.
En el segle xix i començament del XX, Yeşilköy era un lloc d'estiueig i de cacera a la costa, preferit per la classe alta d'Istanbul, i que tenia una població mixta de turcs, grecs (ara gairebé tots emigrats), armenis (alguns encara viuen allà) i llevantins (catòlics, sobretot italians, que ara gairebé han emigrat completament). Com a llegat del caràcter cosmopolita del districte, encara existeixen a l'àrea una missió italiana, una església catòlica italiana i un cementiri, esglésies armènies i esglésies gregues. Totes les esglésies estan dedicades a Sant Esteve
El poble va agafar el seu nom actual (Yeşilköy: "Poble verd" en turc) el 1926, a causa de la legislació que imposava el donar un nom turc a cada comunitat. El nom li fou donat per l'escriptor Halit Ziya Uşaklıgil, que vivia aquí.

## Yeşilköy avui

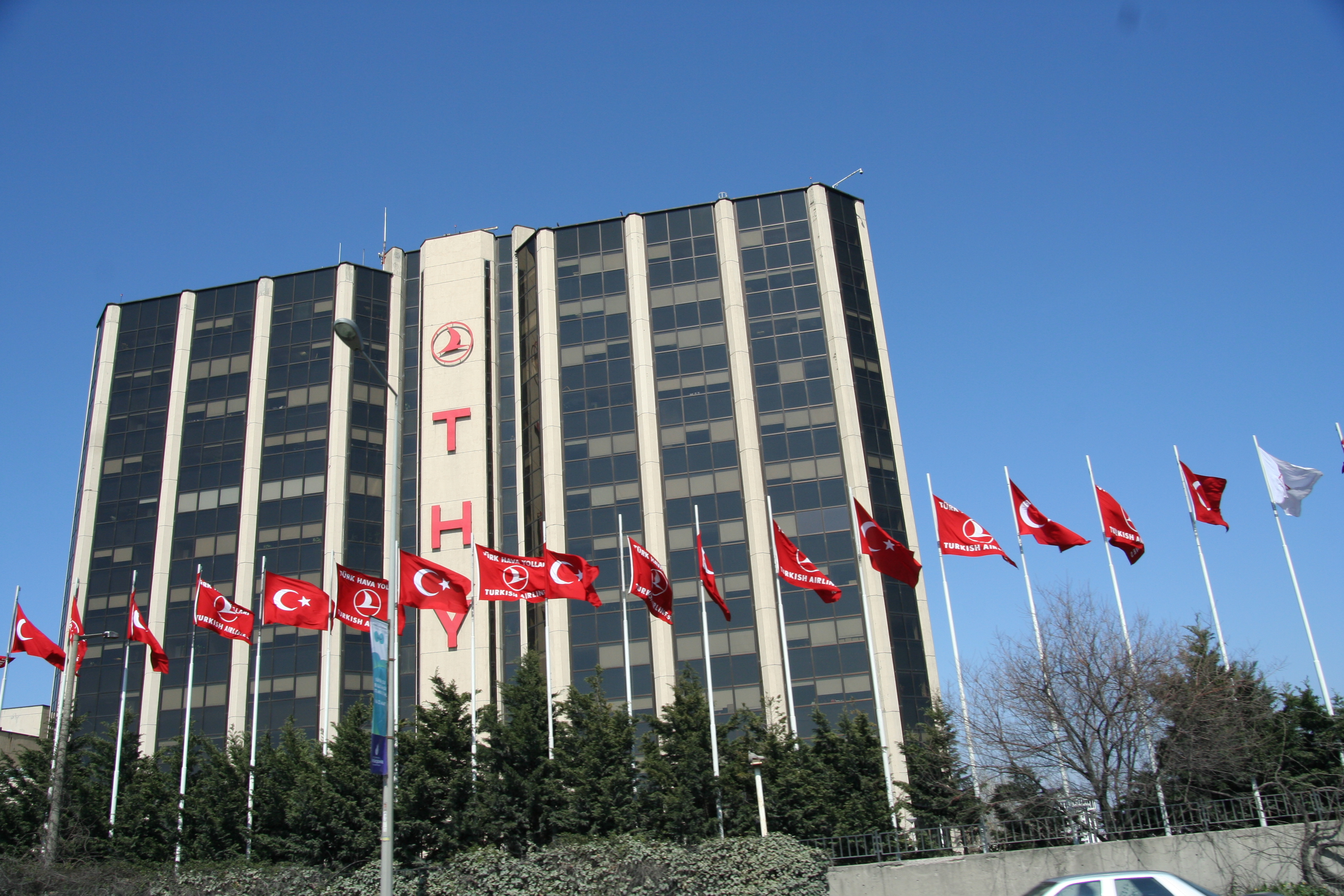
Edifici de les Línies Aèries Turques

Yeşilköy - la població del qual és principalment benestant - reté alguns exemples notables de cases d'Art Nouveau de fusta construïdes entre el final del segle xix i el començament del segle xx. Té un passeig marítim i platges amb sorra.
L'antic Aeroport Internacional Atatürk d'Istanbul, també conegut com l'Aeroport de Yeşilköy, està situat en aquest districte. La primera base d'aviació militar es va establir a Yeşilköy en 1909-1911.
Yeşilköy tenia una estació de la línia de ferrocarril suburbana (Banliyö treni) Sirkeci-Halkalı, que des del març de 2019 està integrada dins de la línia del Marmaray, el ferrocarril de rodalies que connecta la riba europea i la riba asiàtica d'Istanbul per sota del Bósfor. La primera estació es va construir el 1871 i va contribuir a l'eclosió del barri com a lloc d'estiueig.
Yeşilköy limita amb els barris de Yeşilyurt al nord-est i Florya al sud-oest.

## Imatges de Yeşilköy

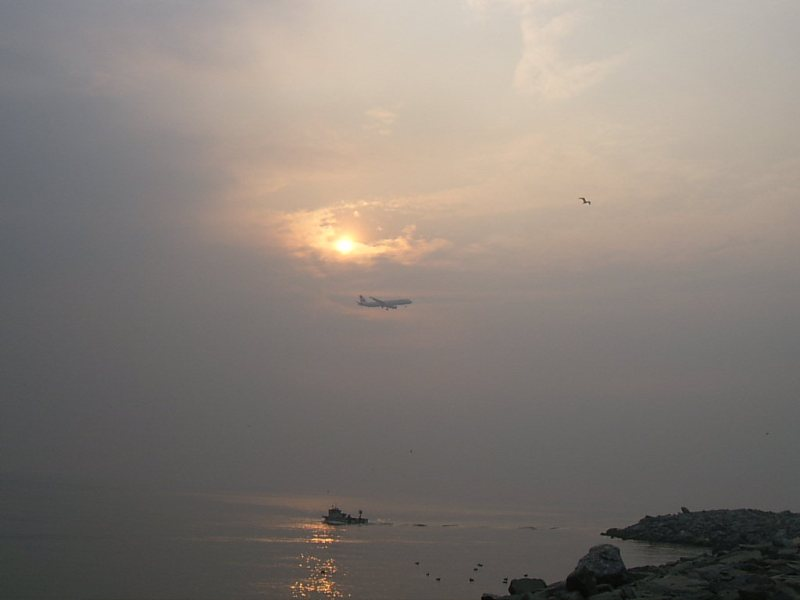
Vista del Mar de Màrmara des de Yeşilköy
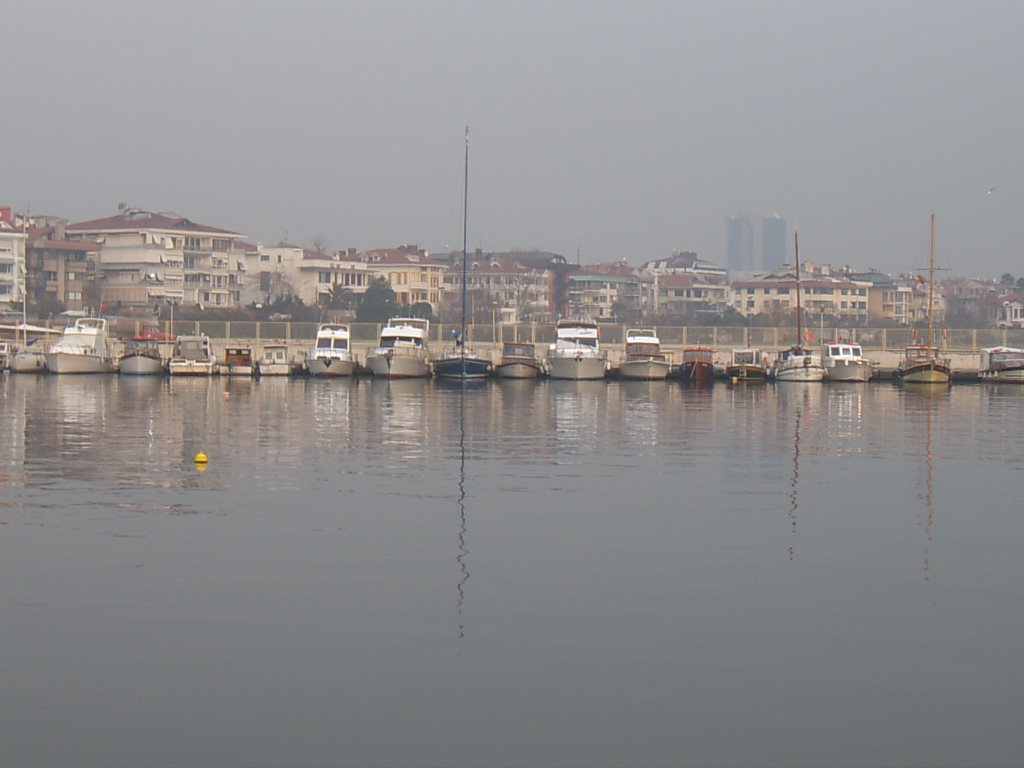
Marina de Yeşilköy
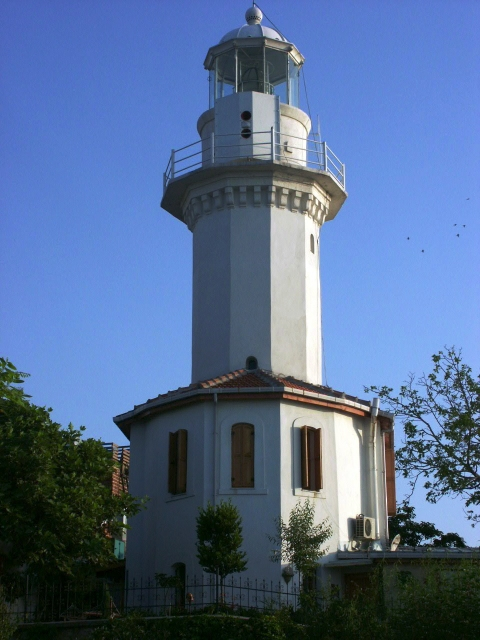
Far de Yeşilköy (a Yeşilyurt)
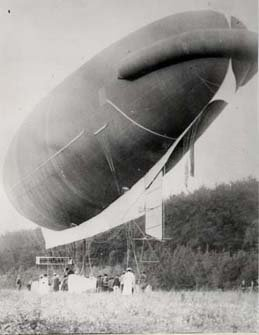
Yeşilköy, Base Aèria el 1911